# Skeeler- en ijsbaan 't Cranevelt
De Skeeler-en ijsbaan 't Cranevelt is een skeeler- en ijsbaan in Arnhem in de provincie Gelderland. In de zomer wordt de baan gebruikt om te skeeleren en in de winter wordt bij voldoende vorst de baan geprepareerd tot natuurijsbaan. De natuurijsbaan en skeelerbaan is geopend in 1994 en heeft een lengte van 400m.

## Modelbaan
De baan is gemaakt op de plaats waar vroeger, sinds de dertiger jaren, een atletiekbaan was, onderdeel van het gemeentelijke sportpark. Het was halverwege de jaren ’90 een van de eerste combi-banen in Nederland. Als zodanig heeft deze model gestaan voor diverse andere combi-banen in het land. De skeelerbaan is gemaakt van lichtgrijs asfalt. De lichte kleur zorgt ervoor dat de stralen van de zon weerkaatst worden en dat daardoor de temperatuur van de ondergrond zo laag mogelijk blijft. Er treedt dus sneller ijsvorming op. Zowel bij de aanleg als bij de renovatie werkte AIJC Thialf nauw samen met de gemeente Arnhem. De ideeën werden uitgewerkt door ingenieursbureau Grontmij. In 2014 is de baan gerenoveerd.

## Zomer en winter
De baan is op een bijzondere manier aangelegd. De baan helt van de buitenkant naar de binnenkant licht af, en via putjes loopt het water gemakkelijk weg. In de zomer droogt de skeelerbaan dus snel op na een regenbui.
In de winter worden de afvoerputjes dichtgedraaid. Aan de binnenkant en aan de buitenkant van de baan zijn opstaande randen aangebracht. Wanneer de baan dan onder water gezet wordt, blijft het water op de baan staan en kan bevriezen. Door de lichte kleur van het asfalt bevriest het opgebrachte water snel. In de praktijk heeft dit concept zijn goede werking aangetoond.

## Hoogte
De baan ligt op 75 meter boven zeeniveau, en is daarmee de hoogstgelegen baan van Nederland.

## Wedstrijd 2018
Op 1 maart 2018 is de tot nu toe enige marathon op natuurijs gereden op ‘t Cranevelt.
 Bij de mannen won Bart de Vries, bij de vrouwen Ineke Dedden. Het was de tweede marathon van het seizoen. Haaksbergen had dat jaar de primeur.
Niet-erkende ijsbanen